# Целестин V
Святий Целестин V (лат. Caelestinus; 1215—19 травня 1296) — сто дев'яносто перший папа Римський (5 липня 1294—13 грудня 1294).

## Роки життя до обрання папою
Був сином Анджело Анджелеріо та Марії Леоне, після ранньої смерті батька почав працювати у полі. Великий вплив на його духовний розвиток мала мати, яка прогнозувала виняткове майбутнє для свого сина, замість того щоб він став фермером.
Коли йому виповнилось 17 років, П'єтро став бенедиктинським монахом у Файфолі поблизу Беневенто, де виявляв схильність до аскетизму та самітності. У 1239 році він усамітнився у печері на горі Морроне, а тому його часто називають П'єтро да Морроне. Через 5 років він разом з іншими двома монахами усамітнився у печері на горі Майела в Абруцці на півдні Італії, де жив у суворому пості за прикладом св. Іоанна Хрестителя. У 1244 році він заснував орден целестинців, що отримав його ім'я та відомий суворістю своїх правил.

## Обрання папою та зречення престолу
Кардинали зібралися у Перуджі після смерті папи Миколая IV (1288–92) у квітні 1292 року. П'єтро, що був добре їм відомий як бенедиктинський самітник написав кардиналам листа, у якому застерігав від зволікання з виборами нового папи. Після прочитання листа літній та хворий глава колегії кардиналів Латіно Малабранка вигукнув: «Іменем Бога Отця і Сина та Духа Святого я вибираю брата П'єтро Мороне!» Кардинали підтримали цей вибір та повідомили про це П'єтро, який спочатку не погоджувався прийняти владу папи. Він піддався лише на вмовляння делегації кардиналів, яку супроводжували королі Неаполя та Угорщини. Видав два декрети, якими підтвердив дію наказу папи Григорія X про ізоляцію кардиналів для виборів нового папи та про можливість зречення папи від престолу, Саме останнім правом він скористався через 5 місяців і зрікся престолу, маючи на меті вести чисте та усамітнене життя.

## Смерть
Проте, Целестин V не одержав спокою, якого він прагнув. Його наступник Боніфацій VIII (1294—1303) ув'язнив його в замку Фумоне поблизу Ферентіно в Кампаньї, де Целестин і помер 19 травня 1296 року. Деякі історики вважають, що він був вбитий за наказом Боніфація VIII. Був похований у Ферентіно, але пізніше його тіло було вивезене та поховане в Аквілі, де перебуває і сьогодні.
Життя папи Целестина V описано у драматичних творах L'avventura di un povero cristiano (Історія бідного християнина) Ігнаціо Сілоне у 1968 році і Sunsets and Glories Петера Барнса у 1990 році.